# مانشستر يونايتد موسم 1998–99
كان موسم 1998-99 هو أنجح موسم في تاريخ مانشستر يونايتد. فبعد أن أنهوا الموسم السابق دون الفوز بأي لقب، فاز مانشستر يونايتد هذا الموسم بثلاثية تاريخية (الدوري الإنجليزي الممتاز وكأس إنجلترا ودوري أبطال أوروبا) وهو أول نادي إنجليزي يحقق هذا الإنجاز. خلال هذا الموسم خمس مرات فقط، هذه الخسارات شملت الخسارة في الدرع الخيرية، والخسارة في كأس رابطة إنجلترا (الكابيتال ون) أمام الفائز بهذا اللقب توتنهام هوتسبرز، والخسارة الوحيدة التي على أرضهم أمام ميدلزبره في ديسمبر 1998، وبذلك وقف رقمهم في عدم الخسارة على أرضهم، خيث أكملوا 33 مباراة دون الخسارة على ملعبهم بدأوها في 26 ديسمبر 1997 عندما فازوا على نوتينغهام فورست.
رحل كلاً من اللاعبيْن المخضرميْن براين مككلير وغاري باليستر، والحارس كيفن بيلكينغتون والمهاجم غرايم توملينسون من النادي قبل أن يبدأ الموسم. لكن الأخبار المفرحة للنادي هي انتقال المدافع الهولندي ياب ستام لهم في الصيف ب10.75 مليون جنيه إسترليني وهو رقم قياسي في الشراء للنادي.

## المباريات الودية
في تحضيره للموسم الجديد خسر اليونايتد وتعادل في أول مبارتين، قبل أن يفوز الثلاث التي بعدها. ولعب اليونايتد مباراة في يناير مع نادي أبردين تكريماً لتيدي سكوت، وخسر 7-6 بضربات الترجيحية بعد أن تعادل في الوقت الأصلي 1-1.
| تاريخ           | الخصم                    | H / A | النتيجة                                                                                 | الهدافون                                                                          | الحضور |
| --------------- | ------------------------ | ----- | --------------------------------------------------------------------------------------- | --------------------------------------------------------------------------------- | ------ |
| 25 يوليو 1998   | برمنغهام سيتي            | A     | 3–4                                                                                     | مولرين (3, 1 ضربة جزاء) 21', 38', 56'                                             | 20,708 |
| 27 يوليو 1998   | نادي فوليرينغا           | A     | 2–2                                                                                     | بول سكولز 12', أوله غونار سولشار 14'                                              | 19,700 |
| 31 July 1998    | نادي بروندبي             | A     | 6–0                                                                                     | تيدي شيرنغهام (2) 33', 71', بول سكولز 44', أندي كول (2) 66', 84', يوردي كرويف 90' | 27,022 |
| 4 August 1998   | نادي بران                | A     | 4–0                                                                                     | دينيس إيروين (3) 43', 44' (pen.), 55' (pen.), أندي كول 82'                        | 16,100 |
| 18 August 1998  | Eric Cantona European XI | H     | 8–4                                                                                     | فيل نيفيل، نيكي بات، بول سكولز، ريان غيغز، إيريك كانتونا، يوردي كرويف، Notman (2) | 55,121 |
| 18 January 1999 | نادي أبردين              | A     | 1–1 نسخة محفوظة 25 أكتوبر 2011 على موقع واي باك مشين. (6–7ركلات جزاء ترجيحية (كرة قدم)) | روني يونسن 51'                                                                    | 21,500 |

## الدوري الإنجليزي

### أغسطس
في الأسبوع الافتتاحي للدوري واجه اليونايتد ليستر سيتي في الأولد ترافورد، وسُجل أول هدف في المباراة بعد مضي سبع دقائق، سجله المهاجم إيميل هيسكي لحساب ناديه ليستر بعد أن استغل عرضية من زميله موزي لازت قبل أن يضيف توني كوتيه الهدف الثاني على مانشستر قبل انتهاء المباراة بخمسة عشر دقيقة. هدفي تيدي شيرنغهام وديفد بيكهام الذي سجل هدفه من ركلة حرة في اللحظات الأخيرة، جعل اليونايتد يخرج بنقطة من ملعبهم. المباراة الأولى خارج الأرض تبعت هذه المباراة، حيث واجه اليونايتد ويست هام، ولكنها كانت مخيبة للظن بعد أن انتهت بتعادل سلبي، خصوصاً أنه ظهر فيها المهاجم ديوايت يورك لأول مرة بقميص اليونايتد. استُقبل بيكهام استقبالاً عنيفاً والذي كان محقوداً بعد طرده من كأس العالم، حيث كان يُسخر منه من قبل جماهير الأرض كلما يلمس الكرة. وقُذف مدرب الفريق بالحجارة والقناني قبل بداية المباراة. رفض فيرغسون ولاعبوه وطاقم الفريق إجراء المقابلات للتلفاز أو الصحافة بعد المباراة.

### سبتمبر
سجل مانشستر يونايتد أول فوز له في الموسم في 9 سبتمبر عندما هزم الفريق الصاعد حديثاً تشارلتون 4-1. سجل كلاً من يورك وسولسكيار هدفين
الاعبين
أندي كول
داويت يورك
أولي سولشار
يوردي كرويف
تيدي شيرنغهام
روي كين
ريان جيجز
بول سكولز
دافيد بيكهام
نيكي بات
يسبر بلومكفيست
فيل نيفيل
ياب ستام
دينيس إيروين
غاري نيفيل
هنينغ بيرغ
روني جونسن
دافيد ماي
ويس براون
بيتر شمايكل
رايمون فان دير جو
مارك بوسنيتش